# Tasso Corrêa
Tasso Bolivar Dias Corrêa (Uruguaiana, 25 décembre 1901 - 1977)  est un pianiste et professeur brésilien.
Il est diplômé de l'Institut national de musique en 1921, après avoir également commencé un cours de droit, qu'il a terminé à Porto Alegre, en 1933. Il a été le premier pianiste brésilien à recevoir, en même temps, le Prix du Concours National Chopin et la Médaille Alberto Nepomuceno, lors d'un concours organisé dans la ville de Rio de Janeiro. Il enseigne le piano au Conservatoire de Musique de l'Institut Libre des Beaux-Arts depuis 1922. Après un événement controversé au Theatro São Pedro le 24 octobre 1934, lorsqu'il a exposé de manière inattendue les difficultés administratives et éducatives de l'IBA en présence d'un large public et des propres directeurs de l'institution, il a été licencié, réintégré plus tard par la pression des enseignants, des étudiants et du gouvernement de l'État, devenant le nouveau directeur exécutif de l'institut.
L'Auditorium Tasso Corrêa, lié à l'Institut des Arts de l'Université Fédérale de Rio Grande do Sul (UFRGS), porte son nom.